# Carl Christian Hall
Pour les articles homonymes, voir Hall.
Carl Christian Hall est né le 25 février 1812 à Christianshavn et mort le 14 août 1888 au Danemark. 
Il est président du Conseil des ministres du Danemark du 13 mai 1857 au 2 décembre 1859 puis, à nouveau, du 24 février 1860 au 31 décembre 1863.